# Destroy This Mad Brute – Enlist

Harry Ryle Hopps: Destroy This Mad Brute – Enlist, 106 × 71 cm, Lithographie, USA 1917

Destroy This Mad Brute – Enlist (dt. „Zerstöre diese wahnsinnige Bestie – schreib' dich ein!“) ist der Titel eines US-amerikanischen Propagandaplakats von Harry Ryle Hopps, das 1917/1918 während des Ersten Weltkrieges entstand.
Es gilt in seiner drastischen Gestaltung, in der es klassisch rassistische Motive auf den deutschen Gegner überträgt, als ungewöhnlich für amerikanische Propagandaplakate und wurde zu einem der bekanntesten Propagandaplakate des 20. Jahrhunderts, es wurde wiederholt variiert und imitiert.

## Bildbeschreibung
Das Plakat ist 106 cm × 71 cm groß und stellt den deutschen Feind in der Form eines brüllenden Gorillas dar. Die Figur steht auf dem als America beschrifteten Bildvordergrund, den eine Wasserfläche von der Trümmerlandschaft im Hintergrund trennt, was das bedrohliche Szenario einer deutschen Invasion in den USA heraufbeschwört. Sie trägt eine charakteristische preußische Pickelhaube mit der Aufschrift Militarism sowie einen blonden, hochgezwirbelten Schnurrbart. In der rechten Hand hält sie eine blutverschmierte Holzkeule mit der Aufschrift Kultur, im linken Arm eine gefangene, barbusige Frau.

## Entstehungsgeschichte
Harry Ryle Hopps war ein Buntglaskünstler aus San Francisco, der 1917 oder 1918 nach Los Angeles zog und dort in der Filmindustrie als Artdirector in Filmproduktionen für Mary Pickford und Douglas Fairbanks tätig wurde. Das Plakat lässt sich nicht exakt datieren, stammt aber aus der Zeit seines Umzugs.

## Interpretation
Die Pickelhauben und der Schriftzug Militarism sind direkte und konventionelle Bezüge auf den preußischen Militarismus, der Teil des negativen Deutschland-Stereotyps war. Mit Verweisen auf Ereignisse wie die Invasion Belgiens („Rape of Belgium“) und dem deutschen Kultur auf der Keule bezog sich das Plakat auf die von deutschen Kriegsbefürwortern propagierte Entgegensetzung von "Kultur" und "Zivilisation", insbesondere das auch in den USA stark rezipierte Manifest An die Kulturwelt!.
Mit seiner stark sexualisierten Darstellung erinnert das Plakat sowohl an zu befürchtende Vergewaltigungen von Frauen durch deutsche Eroberer als auch eine metaphorische Vergewaltigung der Freiheit. Der halbnackt dargestellte Körper der Frau dient hier als Lockmittel gegenüber den jungen Männern, die sich freiwillig melden sollten, um quasi um die Figur zu wetteifern. Durch seinen starken erotischen Unterton wirkte das Plakat aufreizend in der damals sexuell repressiven amerikanischen Gesellschaft. Über die sexualisierte rohe Figur des Deutschen als Gorilla wird jedoch zugleich von den Soldaten die zivilisierte Zügelung des eigenen Verlangens als Gegenbild zur Barbarei des Gegners eingefordert.
Unter anderem durch das Motiv drohender Vergewaltigung weißer Frauen im rassistischen Film Die Geburt einer Nation beeinflusst, greift es ikonographisch auf Motive der Vergewaltigung weißer Frauen durch einen Affen zurück, die bereits während des 19. Jahrhunderts gehäuft in Kunst und Literatur formuliert wurden, so zum Beispiel in Emmanuel Frémiets Skulptur Gorilla entführt eine Frau. Das Motiv formulierte Ängste weißer, „zivilisierter“ Menschen vor schwarzen "Wilden", das Plakat nahm diese auf und schlug eine Brücke von diesen Ängsten vor schwarzen Menschen hin zu Bestialität und der Barbarei des deutschen Feindes.
In diesem Brückenschlag nahm das Plakat Stereotype mit starken rassistischen Untertönen über die Deutschen auf, die seit der Jahrhundertwende entstanden und im Lauf des Krieges verstärkt worden waren. Die Grausamkeit der deutschen Kriegsführung galt bald als atavistisch, primitiv und bestialisch und wurde als Gegenstück zur aufgeklärten Zivilisation des Westens begriffen, sie galt als Zeichen dafür, dass die Deutschen kein echter Teil der aufgeklärten westlichen Welt sein konnten, sondern primitive asiatische Züge trugen. Solche Vorstellungen ermöglichten es Hopps, die Deutschen bruchlos mit Motiven rassistischer Minderwertigkeit zu verknüpfen, die eigentlich anderen Völkern zugedacht waren.
Destroy this mad brute gilt als eines der eindrücklichsten Motive der US-amerikanischen Propaganda im Ersten Weltkrieg und als Wendepunkt hin zu einer stark emotionalisierten Bildsprache. Mit seiner schrillen Darstellung setzte sich das Poster inhaltlich deutlich ab von den zuvor geläufigen Motiven, die auf konventionelle patriotische Symbole wie die Liberty Bell, Uncle Sam oder die Freiheitsstatue setzten, zugleich blieb es in seiner extrem bedrohlichen Gestaltung eine Ausnahme unter den amerikanischen Propagandaplakaten. David Lubin hob es heraus mit den Worten „Kein anderes amerikanisches Plakat aus den Kriegsjahren ist so unverhohlen feindselig, so bösartig abwertend wie dieses. Es schäumt vor Hass, den es dem Feind zuschreibt.“.

## Rezeption
Das Plakat avancierte zu einem der bekanntesten Propagandaplakate des 20. Jahrhunderts. Über die intendierte Wirkung hinaus gilt es als Vorläufer verwandter Motive der populären Kultur; das bekannteste Beispiel der Rezeption von Destroy this mad brute ist das Filmplakat zu King Kong (1933).

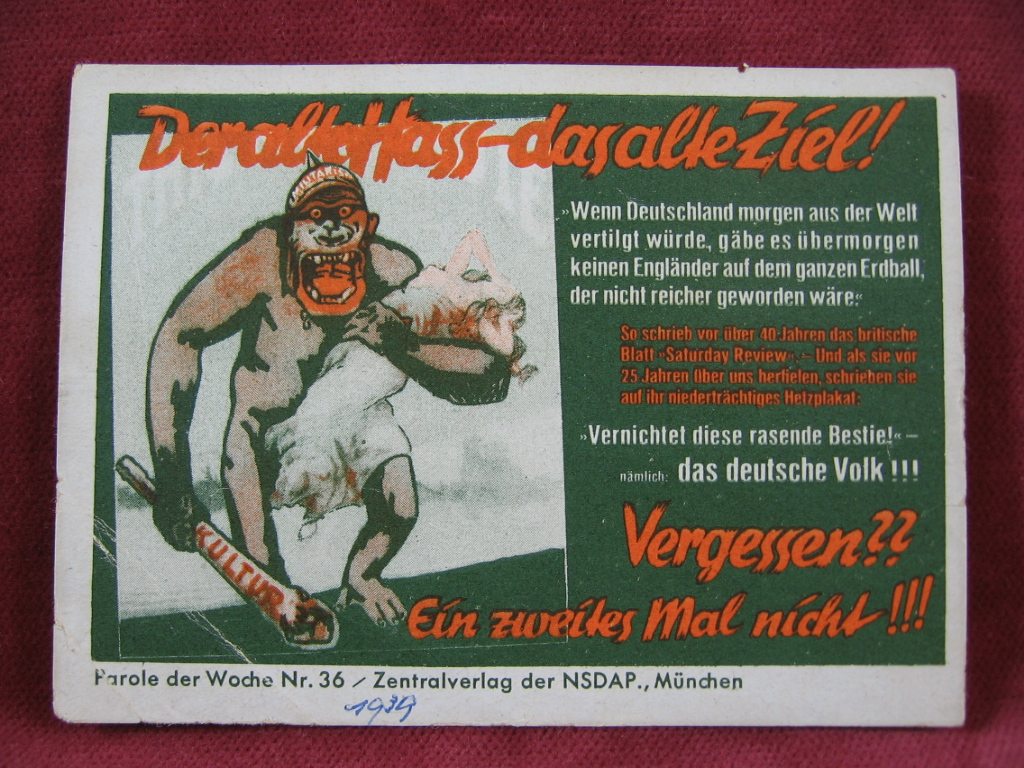
NS-Propagandazettel von 1939 mit Reproduktion des Brute-Motivs

Auch in Deutschland wurde das Plakat wahrgenommen. Ein 1939 als Poster und Propagandazettel vertriebenes Motiv nahm die Abbildung des „niederträchtigen Hetzplakats“ auf und rief mit der Parole „Ein zweites Mal nicht!“ zur scheinbaren Gegenwehr auf.
Eine Variante des Motivs von Gino Boccasile wurde 1943 im faschistischen Italien unter dem Namen $2-Venus veröffentlicht. Es zeigt eine rassistisch karikierte Abbildung eines schwarzen G.I., der in seinem Arm die Venus von Milo hält und sie für zwei Dollar zu verkaufen sucht. Die Variante zeigt den schwarzen Soldaten als äffisch und dumm zugleich und warnt so vor der Gefahr einer „kulturellen Vergewaltigung“.
Auf der Titelseite der amerikanischen Vogue erschien im März 2008 eine Fotografie von Annie Leibovitz, die LeBron James und Gisele Bündchen zeigte. Das Foto wurde vielfach kritisiert, weil es starke Ähnlichkeit mit dem Destroy This Mad Brute-Motiv und dem Filmplakat zu King Kong aufwies und so rassistische Stereotype aufrief.